# 목관 5중주

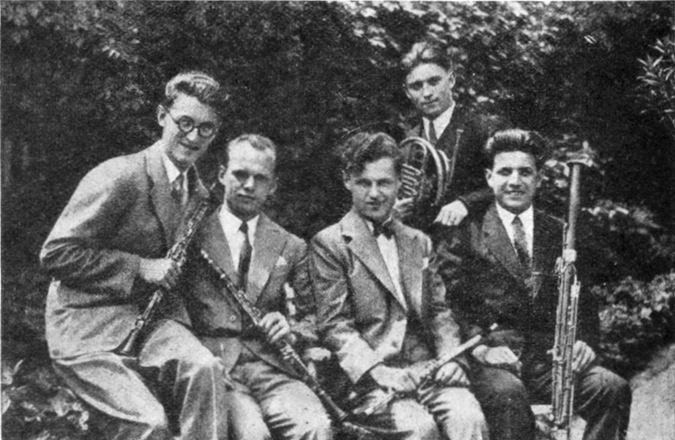
1931년 경 Prague Wind Quintet

목관 5중주(wind quintet, woodwind quintet)는 플루트, 클라리넷, 오보에, 바순, 호른이 합주하는 형태를 일컫는다. 호른은 금관 악기이지만 음색과 기원의 특성 등 때문에, 또한 목관으로는 약간 부족한 음량을 채우려고 사용된다. 대체로 플루트는 높은 음역을, 클라리넷은 가운데 음역, 오보에는 가락, 바순은 낮은 음역, 호른은 박자를 담당하지만, 변화를 줄 때도 있다.

## 목관 5중주 작곡가

### 19세기
- 요한 알브레히츠베르거 (1736–1809)

### 20세기
- 카를 닐센 (1865–1931)
- 거스테이브 홀스트 (1874–1934)
- 아르놀트 쇤베르크 (1874–1951)
- 퍼시 그레인저 (1882–1961)
- 에이토르 빌라로부스 (1887–1959)
- 자크 이베르 (1890–1962)
- 다리우스 미요 (1892–1974)
- 파울 힌데미트 (1895–1963)
- 카를로스 차베스 (1899–1978)
- 에른스트 크레네크 (1900–1991)
- 엘리엇 카터 (1908–2012)
- 새뮤얼 바버 (1910–1981)
- 요제프 탈 (1910–2008)
- 디누 리파티  (1917–1950)
- 리게티 죄르지 (1923–2006)
- 밀코 켈레멘 (1924)
- 한스 베르너 헨체 (1926–2012)
- 카를하인츠 슈토크하우젠 (1928–2007)
- 페르 뇌고르 (1932)
- 프랭크 자파 (1940–1993)
- 에릭 에바즌 (1954)

### 21세기
- 존 존